# Women in World History
Women in World History: A Biographical Encyclopedia est un ouvrage de référence en 17 volumes de biographies de femmes notables. Il comprend les biographies d'environ 10 000 femmes ainsi que les tableaux généalogiques de familles nobles et des entrées conjointes sur plusieurs femmes (telles que « Astronautes : femmes dans l'espace »). L'ouvrage couvre des femmes de tous les horizons, de toutes nationalités, en particulier des femmes dont la vie n'est pas bien documentée dans d'autres ouvrages.
Après neuf ans de travaux, l'encyclopédie est publiée en 1999, sous la direction d'Anne Commire. et de Deborah Klezmer Plus de 300 personnes contributrices ont participé à la rédaction de l'ouvrage. Il a remporté la médaille Dartmouth (en) 2001 pour la catégorie des ouvrages de référence exceptionnels de l'American Library Association.